# 1963 no cinema

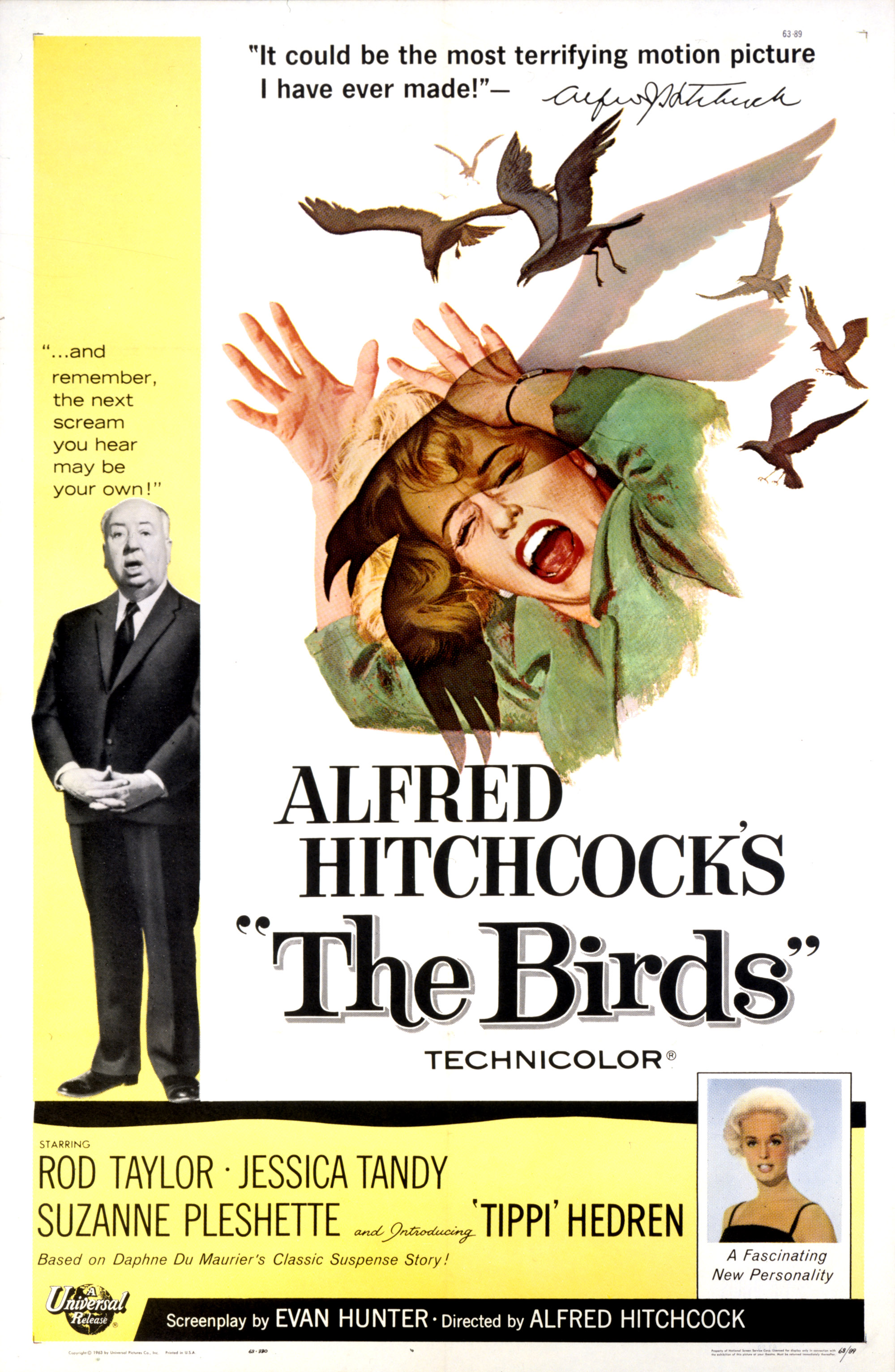
Theatrical poster for the film The Birds (1963)

## Principais estreias de filmes
- 4 for Texas, de Robert Aldrich, com Frank Sinatra, Dean Martin, Anita Ekberg e Ursula Andress
- 55 Days at Peking, de Nicholas Ray, com Charlton Heston, Ava Gardner e David Niven
- Acto da Primavera, de Manoel de Oliveira
- Le mépris, de Jean-Luc Godard com Brigitte Bardot
- L'aîné des Ferchaux, de Jean-Pierre Melville, com Jean-Paul Belmondo, Charles Vanel e Stefania Sandrelli
- Als twee druppels water, de Fons Rademakers
- America, America, de Elia Kazan
- La baie des anges, de Jacques Demy, com Jeanne Moreau
- Billy Liar, de John Schlesinger, com Tom Courtenay e Julie Christie
- The Birds, de Alfred Hitchcock, com Rod Taylor, Tippi Hedren e Jessica Tandy
- Charade, de Stanley Donen, com Cary Grant,  Audrey Hepburn, Walter Matthau e James Coburn
- A Child Is Waiting, de John Cassavetes, com Burt Lancaster, Judy Garland e Gena Rowlands
- Cleopatra, de Joseph L. Mankiewicz, com Elizabeth Taylor, Richard Burton, Rex Harrison, Hume Cronyn e Martin Landau
- I compagni, de Mario Monicelli, com Marcello Mastroianni
- Dementia 13, de Francis Ford Coppola
- Donovan's Reef, de John Ford, com John Wayne e Lee Marvin
- Le feu follet, de Louis Malle, com Maurice Ronet
- I fidanzati, de Ermanno Olmi
- From Russia with Love, de Terence Young, com Sean Connery, Daniela Bianchi e Robert Shaw
- Il gattopardo, de Luchino Visconti, com Burt Lancaster, Claudia Cardinale e Alain Delon
- The Great Escape, de John Sturges, com Steve McQueen, James Garner, Richard Attenborough, Charles Bronson e James Coburn
- The Haunting, de Robert Wise, com Julie Harris e Claire Bloom
- Hud, de Martin Ritt, com Paul Newman, Melvyn Douglas e Patricia Neal
- I Could Go on Singing, de Ronald Neame, com Judy Garland e Dirk Bogarde
- Ieri, oggi, domani, de Vittorio De Sica, com Sophia Loren e Marcello Mastroianni
- Irma la Douce, de Billy Wilder, com Jack Lemmon e Shirley MacLaine
- It's a Mad Mad Mad Mad World, de Stanley Kramer, com Spencer Tracy e Mickey Rooney
- The List of Adrian Messenger, de John Huston, com Tony Curtis, Kirk Douglas, Burt Lancaster, Robert Mitchum, Frank Sinatra e George C. Scott
- Lord of the Flies, de Peter Brook
- La Ragazza che Sapeva Troppo, de Mario Bava, com Letícia Román, John Saxon e Valentina Cortese
- Le mani sulla città, de Francesco Rosi, com Rod Steiger
- I monstri, de Dino Risi, com Ugo Tognazzi e Vittorio Gassman
- Muriel ou Le temps d'un retour, de Alain Resnais, com Delphine Seyrig
- Nattvardsgästerna, de Ingmar Bergman, com Ingrid Thulin, Gunnar Björnstrand e Max von Sydow
- Nippon konchuki, de Shohei Imamura
- Pasazerka, de Andrzej Munk
- Le petit soldat, de Jean-Luc Godard, com Anna Karina
- The Pink Panther, de Blake Edwards, com David Niven, Peter Sellers e Robert Wagner
- The Prize, de Mark Robson, com Paul Newman, Elke Sommer, Edward G. Robinson e Diane Baker
- The Raven, de Roger Corman, com Vincent Price, Peter Lorre, Boris Karloff e Jack Nicholson
- The Servant, de Joseph Losey, com Dirk Bogarde e Sarah Miles
- Shock Corridor, de Samuel Fuller
- Tengoku to jigoku, de Akira Kurosawa, com Toshirô Mifune
- This Sporting Life, de Lindsay Anderson, com Richard Harris
- Tystnaden, de Ingmar Berman, com Ingrid Thulin
- Os verdes anos, de Paulo Rocha, com Isabel Ruth, Ruy Furtado e Paulo Renato
- El verdugo, de Luis García Berlanga, com Nino Manfredi

## Nascimentos
| Data            | Nome                        | Profissão                      | Nacionalidade  | Observações | Ref |
| --------------- | --------------------------- | ------------------------------ | -------------- | ----------- | --- |
| 11 de janeiro   | Rita Blanco                 | atriz                          | Portugal       |             |     |
| 14 de janeiro   | Steven Soderbergh           | cineasta                       | Estados Unidos |             |     |
| 3 de fevereiro  | José Raposo                 | actor                          | Portugal       |             |     |
| 6 de fevereiro  | Cláudia Ohana               | atriz                          | Brasil         |             |     |
| 21 de fevereiro | William Baldwin             | actor                          | Estados Unidos |             |     |
| 8 de março      | Robert Stanton              | actor                          | Estados Unidos |             |     |
| 18 de março     | Júlia Lemmertz              | atriz                          | Brasil         |             |     |
| 19 de março     | Zezeh Barbosa               | atriz                          | Brasil         |             |     |
| 27 de março     | Xuxa Meneghel               | apresentadora, cantora e atriz | Brasil         |             |     |
| 27 de março     | Quentin Tarantino           | cineasta e actor               | Estados Unidos |             |     |
| 5 de abril      | Charles Powell              | ator                           | Estados Unidos |             |     |
| 26 de abril     | Jet Li                      | ator                           | China          |             |     |
| 11 de maio      | Natasha Richardson          | atriz                          | Reino Unido    | m. 2009     |     |
| 25 de maio      | Mike Myers                  | actor e cineasta               | Canadá         |             |     |
| 29 de maio      | Débora Bloch                | atriz                          | Brasil         |             |     |
| 9 de junho      | Johnny Depp                 | actor                          | Estados Unidos |             |     |
| 15 de junho     | Helen Hunt                  | actriz                         | Estados Unidos |             |     |
| 15 de julho     | Brigitte Nielsen            | atriz                          | Dinamarca      |             |     |
| 27 de julho     | Donnie Yen                  | ator e artista marcial         | China          |             |     |
| 30 de julho     | Lisa Kudrow                 | atriz                          | Estados Unidos |             |     |
| 10 de agosto    | Mark Strong                 | actor                          | Inglaterra     |             |     |
| 14 de agosto    | Emmanuelle Béart            | atriz                          | França         |             |     |
| 15 de agosto    | Alejandro González Iñárritu | cineasta                       | México         |             |     |
| 19 de agosto    | Marcos Palmeira             | actor                          | Brasil         |             |     |
| 23 de agosto    | Glória Pires                | atriz                          | Brasil         |             |     |
| 23 de agosto    | Laura Flores                | Atriz Cantora e Apresentadora  | México         |             |     |
| 16 de setembro  | Andréa Beltrão              | atriz                          | Brasil         |             |     |
| 6 de outubro    | Elisabeth Shue              | atriz                          | Estados Unidos |             |     |
| 21 de outubro   | Marisa Orth                 | atriz, cantora e apresentadora | Brasil         |             |     |
| 5 de novembro   | Tatum O'Neal                | atriz                          | Estados Unidos |             |     |
| 20 de novembro  | Ming-Na Wen                 | atriz e dubladora              | China          |             |     |
| 21 de novembro  | Nicollette Sheridan         | atriz                          | Inglaterra     |             |     |
| 16 de dezembro  | Benjamin Bratt              | ator                           | Estados Unidos |             |     |
| 16 de dezembro  | Cristiana Oliveira          | atriz                          | Brasil         |             |     |
| 18 de dezembro  | Brad Pitt                   | ator                           | Estados Unidos |             |     |

## Mortes
| Data           | Nome         | Profissão           | Nacionalidade  | Observações | Ref |
| -------------- | ------------ | ------------------- | -------------- | ----------- | --- |
| 2 de janeiro   | Jack Carson  | ator                | Canadá         | n. 1910     |     |
| 2 de janeiro   | Dick Powell  | ator                | Estados Unidos | n. 1904     |     |
| 6 de janeiro   | Frank Tuttle | diretor de cinema   | Estados Unidos | n. 1892     |     |
| 28 de janeiro  | John Farrow  | diretor de cinema   | Austrália      | n. 1904     |     |
| 11 de outubro  | Jean Cocteau | escritor e cineasta | França         | n. 1889     |     |
| 12 de dezembro | Yasujiro Ozu | cineasta            | Japão          | n. 1903     |     |